# Anna Porphyrogénète
Anna Porphyrogénète (née le 13 mars 963, morte vers 1011) est une princesse byzantine, fille de Romain II et de Théophano, mariée à Vladimir Ier, grand prince de Kiev.

## Biographie

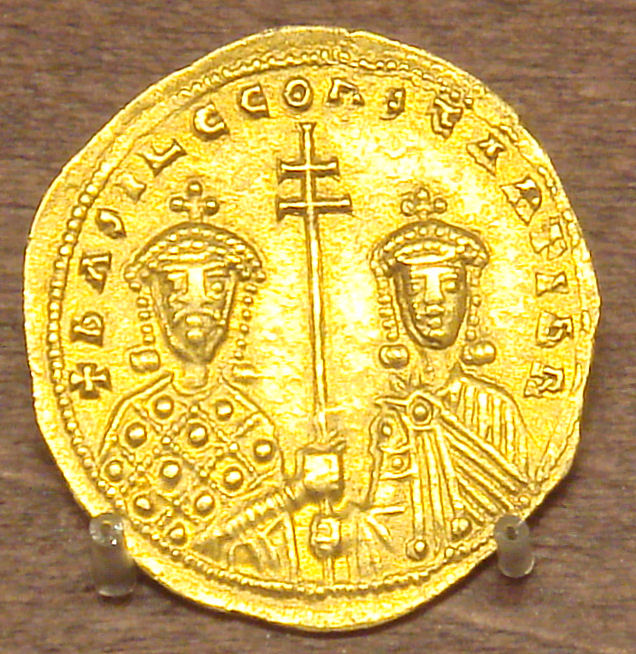
Basile II et Constantin VIII sur une pièce d'or.

Son père meurt alors qu'elle n'était âgée que de deux jours et sa mère se remarie un mois plus tard avec Nicéphore Phocas, qu'elle fait couronner empereur. Quatre ans plus tard, Nicéphore II est assassiné à l'instigation de sa femme qui place sur le trône son amant, Jean Ier Tzimiskès. À la mort de ce dernier, en 967, les frères d'Anna, Basile II et Constantin VIII, montent sur le trône. Mais leur pouvoir reste fragile et plusieurs généraux tentent de se proclamer empereur pendant les premières années de leur règne. En 987, Bardas Phocas et Bardas Sklèros et les rebelles prennent la ville de Chrysopolis, qui se trouve en face de Byzance.
Des anciens traités entre Byzance et la principauté ruthène de Kiev prévoyaient la fourniture de troupes ruthènes à chaque fois que l'empereur le demandait. Basile II fait alors appel à Vladimir Ier, qui demande en échange la main d'une princesse byzantine « née dans la pourpre ». Fort de ces troupes, Basile II traverse le détroit, reprend la ville, défait Bardas Phocas et le tue,,. 
L'idée d'épouser un prince qui ne soit pas byzantin ne plaisait pas à la princesse, et les Grecs cherchèrent à oublier leur engagement. Comme Vladimir leur demandait de respecter leur engagement, et décida d'occuper Cherson, Basile II dut se résoudre à accepter le mariage, tout en exigeant la conversion de Vladimir au christianisme. Celui-ci renvoya ses épouses et ses concubines, se fit baptiser en décembre 987 ou en janvier 988 et rendit la ville de Cherson.

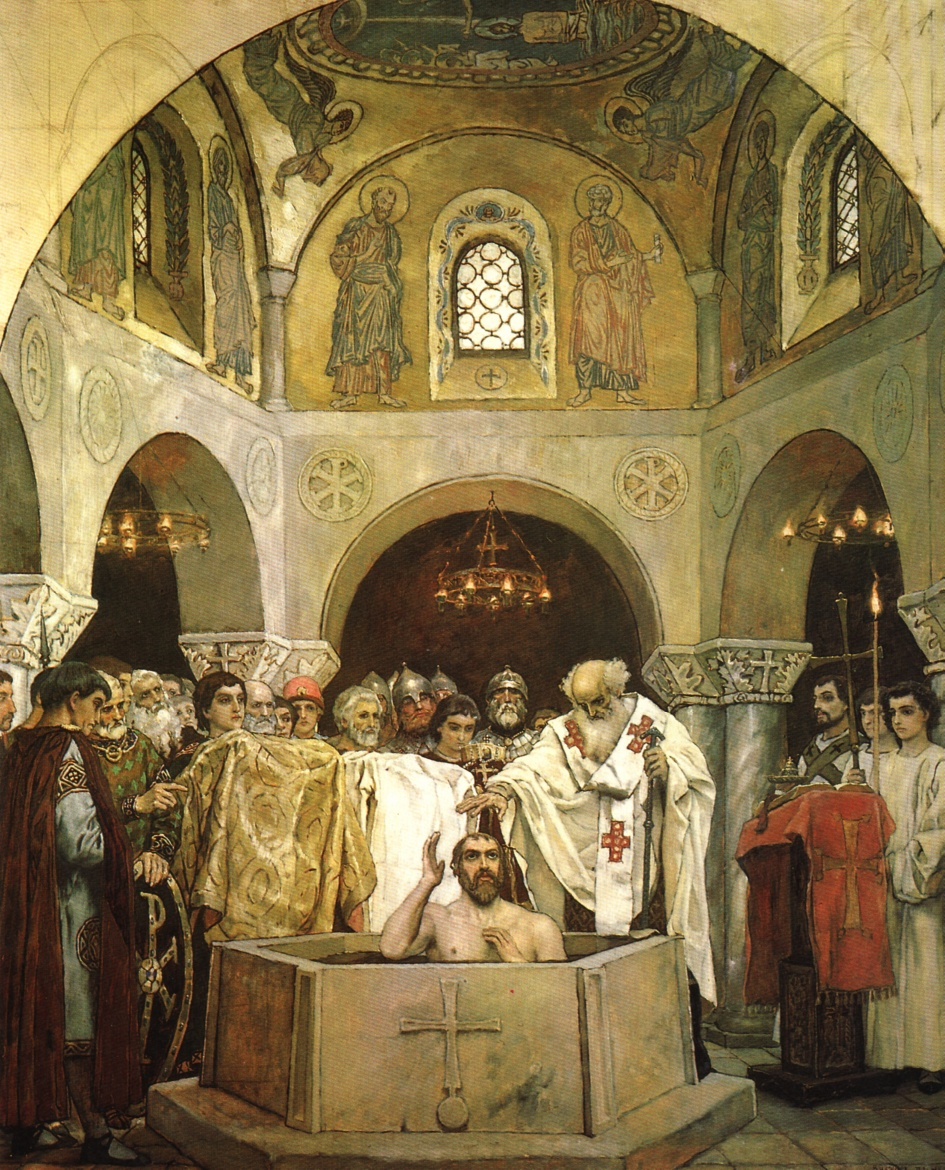
Le baptême de Vladimir Ier, toile de Viktor Vasnetsov (1890).

Le mariage eut lieu en 988 à Cherson ; Anna avait 25 ans. Vladimir, en revenant à Kiev, fit abattre les idoles et ordonna à toute la population de se réunir pour un baptême collectif,.
Une lointaine cousine d'Anna, Théophano Skleraina, qui était également mariée à un souverain non byzantin, l'empereur Otton II, incita le pape à envoyer une ambassade à Kiev et exprima à la princesse sa compassion en lui envoyant des reliques avec des paroles de réconfort.
Elle n'a pas eu d'enfant de son mariage. La Chronique des temps passés signale le décès d'Anne entre 1008 et 1011. Cependant, l'historien grec Georges Cédrènus signale qu'Anna, sœur de l'empereur, est morte en Ruthénie, après un passage concernant des événements survenus en 1022.